# Xã Glen Arbor, Michigan
Xã Glen Arbor (tiếng Anh: Glen Arbor Township) là một xã thuộc quận Leelanau, tiểu bang Michigan, Hoa Kỳ. Năm 2010, dân số của xã này là 859 người.